# Prosymna ambigua
Espèce
Synonymes
- Prosymna ambiguus Bocage, 1873
- Prosymna bocagii Boulenger, 1897
- Prosymna vassei Mocquard, 1906
- Prosymna variabilis Werner, 1909
- Stenorhabdium temporale Werner, 1909
- Prosymna meleagris concolor Lönnberg, 1910
- Prosymna transvaalensis Hewitt, 1910
- Prosymna ambigua brevis Laurent, 1954
- Prosymna ambigua loveridgei Laurent, 1954
- Prosymna ambigua urundiensis Laurent, 1954
- Prosymna ambigua transvaalensis Hewitt, 1910

Statut de conservation UICN

 LC  : Préoccupation mineure
Prosymna ambigua est une espèce de serpents de la famille des Lamprophiidae. 

## Répartition
Cette espèce se rencontre du Soudan, de la République centrafricaine et du Cameroun jusqu'en Afrique du Sud.

## Liste des sous-espèces
Selon The Reptile Database (20 février 2014) :
- Prosymna ambigua ambigua Bocage, 1873
- Prosymna ambigua bocagii Boulenger, 1897

## Publications originales
- Bocage, 1873 : Melanges erpetologiques. II. Sur quelques reptiles et batraciens nouveaux, rares ou peu connus d‘Afrique occidentale. Jornal de Sciencias Mathematicas, Physicas e Naturaes Academia Real das Sciencias de Lisboa, vol. 4, p. 209-227 (texte intégral).
- Boulenger, 1897 : A list of reptiles and batrachians from the Congo Free State, with the description of two new snakes. Annals and Magazine of Natural History, sér. 6, vol. 19, p. 276-281 (texte intégral).